# Relations entre la Chine et la Pologne
Les relations entre la Chine et la Pologne se réfèrent aux relations bilatérales entre la république populaire de Chine et la république de Pologne.
Les relations débutent officiellement le 5 octobre 1949,.
La Pologne ne reconnait pas Taïwan en raison de la politique d'une seule Chine.

## Histoire
Les relations diplomatiques entre la république de Chine (1912-1949) et la Pologne commencent en 1919, mais les deux pays ne développent pas une relation forte, en raison de l'éloignement géographique.
Les relations entre la république populaire de Chine et la Pologne commencent officiellement le 5 octobre 1949 à la suite de la prise de pouvoir des communistes de leurs états respectifs, peu de temps après, le 7 octobre 1949, des missions diplomatiques sont établies.
Lorsque la Pologne fait partie du bloc soviétique elle entretient des relations amicales avec la Chine et coopère avec elle dans les questions internationales telles que la guerre de Corée.
Durant les années 1950 en raison de la rupture sino-soviétique, les relations entre les deux pays se dégradent,  mais la Pologne soutient la république populaire de Chine lorsqu'il est question de lui donner un siège permanent aux Nations unies. Zhou Enlai, le premier ministre Chinois fait deux visites d'état en Pologne. Les dirigeants de la Pologne comme Bolesław Bierut, Edward Ochab et Józef Cyrankiewicz visitent la Chine à diverses occasions au cours de cette période.
La Pologne connait un changement politique et social lorsque le bloc soviétique implose à la fin des années 1980 et que la Pologne devient un pays post-communiste. Les relations entre les deux pays restent inébranlables quand la Pologne redevient une démocratie libérale à l'occidental avec une économie de marché capitaliste, tandis que la Chine mène des réformes de son économie sur l'initiative de Deng Xiaoping.

## Relations bilatérales

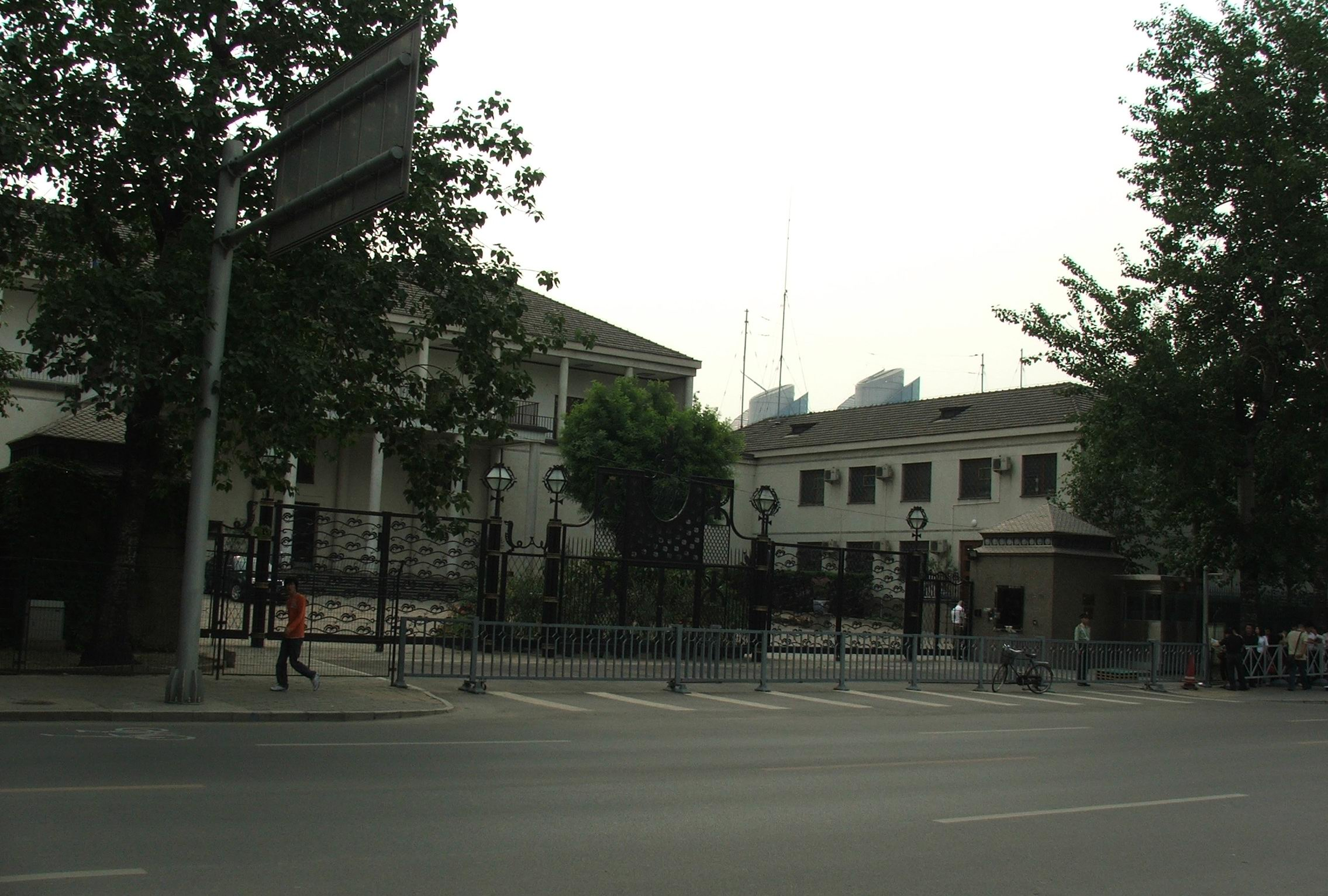
Ambassade de Pologne en Chine.

Entre les années 1950 et 1990, les deux pays entretiennent des activités économiques à l'aide d'accords comptables entre les gouvernements. Le commerce annuel est d'une valeur de près de 1 milliard de dollars en 1986 entre les deux états communistes.
Dans les années 1990, un accord commercial sur le paiement en devises convertibles avec l'étranger est signé. Les échanges commerciaux baissent dans les années 1990, passant de 0,322 milliards de dollars à 0,144 milliards de dollars en 1991, jusqu'en 1992, quand le commerce bilatéral augmente de nouveau.
Le commerce bilatéral augmente au cours des années avec succès. En 2001, les échanges commerciaux entre les deux pays sont évalués à 1.242 milliards de dollars, en hausse de 29,5% par rapport à l'année 2000.
Les relations économiques sino-polonaises s'articulent autour de domaines tels que la protection de l'environnement, les finances, la technologie agricole, l'industrie du cuivre et les mines de charbon. Cela inclut également de nouveaux domaines comme la haute technologie, l'énergie propre, le travail, les services et l'infrastructure.
En 2008, les exportations vers la Chine correspondent à environ 1 milliard de dollars. Les importations depuis la Chine sont d'environ 11 milliards de dollars.